# Arham
Arham è un comune rurale del Mali facente parte del circondario di Diré, nella regione di Timbuctù.
Il comune è composto da 5 nuclei abitati:
- Arham
- Diawatou
- Imagarane
- Kel Akir
- Morikoïra